# Raúl Fernández Valverde
Raúl Omar Fernández Valverde (Lima, 6 de Outubro de 1985 é um futebolista peruano que atua como goleiro. Atualmente, joga pelo Binacional.

## Carreira
Fernandez fez parte do elenco da Seleção Peruana de Futebol da Copa América de 2011.

## Títulos
Universitario de Deportes
- Campeonato Peruano: Apertura 2008
- Campeonato Peruano: 2009

Deportivo Binacional
- Campeonato Peruano: 2019

## Ligações Externas
- (em castelhano) BDFA Perfil em BDFA